# Coupe du Venezuela de football
 (juillet 2025).
Si vous disposez d'ouvrages ou d'articles de référence ou si vous connaissez des sites web de qualité traitant du thème abordé ici, merci de compléter l'article en donnant les références utiles à sa vérifiabilité et en les liant à la section « Notes et références ».
La Coupe du Venezuela de football est une compétition placée sous l'égide de la fédération du Venezuela de football. Au cours des années, son nom a changé plusieurs fois. Elle est disputée lors de la première partie de la saison par les clubs de première et seconde divisions du pays. Le vainqueur se qualifie pour la Copa Sudamericana.

## Palmarès
| Saison      | Vainqueur                    | Deuxième                 | Score               | Nom du trophée  |
| ----------- | ---------------------------- | ------------------------ | ------------------- | --------------- |
| 1959        | Deportivo Portugués          | Deportivo Español        | Groupe              | Copa Liga Mayor |
| 1960        | Banco Agrícola y Pecuario    | Deportivo Portugués      | Groupe              | Copa Naciones   |
| 1961        | Deportivo Italia             | Dos Caminos FC           | Groupe              | Copa Caracas    |
| 1962        | Deportivo Italia             |                          | Groupe              | Copa Caracas    |
| 1963        | UD Canarias                  | Tiquire Flores           | Groupe              | Copa Caracas    |
| 1964        | Tiquire Flores               | UD Canarias              | Groupe              | Copa Caracas    |
| 1965        | Valencia FC                  | Lara FC                  | 1-1; 1-0            | Copa Caracas    |
| 1966        | Deportivo Galicia            | UD Canarias              | Groupe              | Copa Caracas    |
| 1967        | Deportivo Galicia            |                          | Groupe              | Copa Caracas    |
| 1968        | UD Canarias                  | Lara FC                  | Groupe              | Copa Venezuela  |
| 1969        | Deportivo Galicia            | UD Canarias              | Groupe              | Copa Venezuela  |
| 1970        | Deportivo Italia             | Deportivo Galicia        | Groupe              | Copa Venezuela  |
| 1971        | Estudiantes de Mérida        | Anzoátegui FC            | Groupe              | Copa Venezuela  |
| 1972        | Deportivo Portugués          | Valencia FC              | Groupe              | Copa Valencia   |
| 1973        | Portuguesa FC                | Estudiantes de Mérida    | Groupe              | Copa Venezuela  |
| 1975        | Estudiantes de Mérida        | Deportivo San Cristóbal  | Groupe              | Copa Venezuela  |
| 1976        | Portuguesa FC                | Deportivo Italia         | Groupe              | Copa Venezuela  |
| 1977        | Portuguesa FC                | Valencia FC              | Groupe              | Copa Venezuela  |
| 1978        | Valencia FC                  | Universidad de Los Andes | Groupe              | Copa Venezuela  |
| 1979        | Deportivo Galicia            | Lara FC                  | Groupe              | Copa Venezuela  |
| 1980        | Atlético Zamora              | Valencia FC              | Groupe              | Copa Venezuela  |
| 1981        | Deportivo Galicia            |                          | Groupe              | Copa Venezuela  |
| 1982        | Deportivo Tachira            |                          | Groupe              | Copa Venezuela  |
| 1985        | Mineros de Guayana           |                          | Groupe              | Copa Venezuela  |
| 1986        | Estudiantes de Mérida        |                          | Groupe              | Copa Venezuela  |
| 1987        | Caracas FC                   |                          | Groupe              | Copa Venezuela  |
| 1988        | Sport Marítimo               |                          | Groupe              | Copa Venezuela  |
| 1989        | Sport Marítimo               |                          | Groupe              | Copa Venezuela  |
| 1990        | Internacional Puerto La Cruz | Portuguesa FC            | Groupe              | Copa Venezuela  |
| 1991        | Anzoátegui FC                |                          | Groupe              | Copa Venezuela  |
| 1992        | Trujillanos FC               | Caracas FC               | Groupe              | Copa Venezuela  |
| 1993        | Caracas FC                   | Minervén FC              | Groupe              | Copa Venezuela  |
| 1994        | Caracas FC                   | Trujillanos FC           | Groupe              | Copa Venezuela  |
| 1995        | Universidad de Los Andes     | Caracas FC               | 2-0; 4-3            | Copa Venezuela  |
| 2000        | Caracas FC                   | Deportivo Tachira        | 2-1; 2-2            | Copa Venezuela  |
| 2007        | Aragua FC                    | Unión Atlético Maracaibo | 2-2; 0-0            | Copa Venezuela  |
| 2008        | Deportivo Anzoátegui         | Estudiantes de Mérida    | 2-1; 1-0            | Copa Venezuela  |
| 2009        | Caracas FC                   | Trujillanos FC           | 1-0; 3-0            | Copa Venezuela  |
| 2010        | Trujillanos FC               | Zamora FC                | 0-0; 1-1            | Copa Venezuela  |
| 2011        | Mineros de Guayana           | Trujillanos FC           | 2-1; 1-0            | Copa Venezuela  |
| 2012        | Deportivo Anzoátegui         | Estudiantes de Mérida    | 1-0 ; 1-1           | Copa Venezuela  |
| 2013        | Caracas FC                   | Deportivo Tachira        | 2-0 ; 1-2           | Copa Venezuela  |
| 2014        | Deportivo La Guaira          | Trujillanos FC           | 1-1 ; 1-1 (pen 4-3) | Copa Venezuela  |
| 2015        | Deportivo La Guaira          | Club Deportivo Lara      | 1-0 ; 0-0           | Copa Venezuela  |
| 2016        | Zulia FC                     | Estudiantes de Caracas   | 2-0 ; 0-0           | Copa Venezuela  |
| 2017        | Mineros de Guayana           | Zamora FC                | 1-1 ; 4-3           | Copa Venezuela  |
| 2018        | Zulia FC                     | Aragua FC                | 2-1 ; 1-0           | Copa Venezuela  |
| 2019        | Zamora FC                    | Monagas SC               | 2-3 ; 1-0           |                 |
| 2020 à 2023 | non disputée                 | non disputée             | non disputée        | non disputée    |
| 2024        | Deportivo La Guaira          | Metropolitanos FC        | 1-0                 | Copa Venezuela  |